# Vicq (Norte)
Vicq é uma comuna francesa na região administrativa de Altos da França, no departamento do Norte. Estende-se por uma área de 3.92 km². Em 2010 a comuna tinha 1 492 habitantes (densidade: 380,6 hab./km²).